# Лакруа, Альфред Франсуа Антуан
Альфред Франсуа Антуан Лакруа́ (фр. Alfred François Antoine Lacroix; 4 февраля 1863[…], Макон — 16 марта 1948[…], XIV округ Парижа) — французский учёный-минералог, петрограф и вулканолог. Почётный член РАН (1925).

## Биография
Родился 4 февраля 1863 года в городе Макон (Бургундия) в семье фармацевтов и медиков. Под влиянием деда, коллекционирующего минералы, с юных лет проявил интерес к геологии и минералогии, совершая геологические экскурсии в окрестностях родного города.
Первое исследование — работу «Le fettbol» — опубликовал в 16-летнем возрасте в журнале «Feuille Jeunes naturalists». В 1881 году вышло в свет его исследование о титансодержащем андрадите из месторождения Лантинье в окрестностях Лиона — «Note sur la mе́lanite de Lantignе́ (Rhône)».
В 1883 году Лакруа поступил учиться в Высшую фармацевтическую школу в Париже. Одновременно посещал лекции по минералогии, которые О. Мишель-Леви, А. Деклуазо, Ш. Фридель и Э. Маллар читали в Сорбонне, Горной школе и Национальном музее естественной истории Парижа.
Был профессором минералогии в музее естественных наук в Париже (с 1903 года). Многочисленные работы Лакруа, напечатанные главным образом в «Comptes rendus», посвящены всестороннему изучению минералов и горных пород Франции (в частности Пиренеев) и её колоний того времени — особенно вулканического и магматического происхождения. Из его трудов также интересны «Minéralogie de la France et de ses colonies» (3 т., 1893—1898), а также «La montagne Pelée et ses éruptions» (1905).
Скончался 16 марта 1948 года в Париже.

## Память
В честь учёного был назван минерал лакруаит.